# ГАЗ-05-193
ГАЗ-05-193 — автобус, що створений на базі трьохосної вантажівки ГАЗ-ААА.

## Історія
ГАЗ-05-193 — випускався з 1936 року спеціально для Червоної армії і постачався на потреби війська. Виробляли до 1943 року на Ґорьківському автомобільному заводі. За радянськими даними в червні-липні 1943 року завод припинив випуск як ГАЗ-05-193 так і випуск авто ГАЗ-ААА — через бомбардування заводу.